# Jardin Roger-Priou-Valjean
Le jardin Roger-Priou-Valjean, anciennement jardin Figuier-Fauconnier, est un espace vert du 4e arrondissement de Paris, dans le quartier Saint-Gervais.

## Situation et accès
Le site est accessible au 10, rue du Figuier, au niveau de la place Roger-Priou-Valjean.
Il est desservi par la ligne 7 à la station Pont Marie.

## Origine du nom
Le site rend hommage à Roger Priou-Valjean (1912-1999), résistant et commandant des FFI du 4e arrondissement de Paris.

## Historique
Le jardin est créé en 1961 sur un espace dégagé par la démolition dans les années 1940 du bâti très compact des maisons entre les rues du Figuier, du Fauconnier et Charlemagne dans le cadre de la rénovation de l'îlot insalubre n° 16 qui a permis en même temps la construction à la fin des années 1950 des immeubles entourant cet espace vert.